# Мора Фернандес, Хуан
Хуан Хосе Мора Фернандес (исп. Juan José Mora Fernández; 12 июня 1784, Сан-Хосе, Коста-Рика — 16 декабря 1854, там же) — государственный и политический деятель Коста-Рики.

## Биография
В 1821 году Х. Мора Фернандес принимал участие в разработке I конституции Коста-Рики. Принадлежал к Либеральной партии. В период с 8 сентября 1824 по 14 мая 1825 года — временный президент страны, с 14 мая 1825 по 8 марта 1833 — президент Коста-Рики, первый избранный президент в истории этого государства.
Ещё в 1824 году он перенёс столицу Коста-Рики из старого центра испанской колониальной администрации Картаго в небольшой посёлок Сан-Хосе, где родился. За годы своего президентства провёл в стране аграрную реформу, направленную на увеличение экспорта кофе; присоединил к Коста-Рике провинцию Гуанакасте, организовал монетный двор, строил больницы, школы и дороги.
С 1 марта по 17 апреля 1837 года — вновь президент Коста-Рики, с 17 апреля 1837 и по май 1838 года — вице-президент. В результате консервативного государственного переворота в мае 1838 года был свергнут и вынужден бежать из страны. После возвращения в Коста-Рику бессменно занимал пост председателя Верховного суда.